# Agapetus hellenorum
Agapetus hellenorum là một loài Trichoptera trong họ Glossosomatidae. Chúng phân bố ở miền Cổ bắc.